# Domaine de Hōjō
Le domaine de Hōjō (北条藩, Hōjō-han) est un domaine féodal japonais de la période Edo situé dans la province d'Awa, de nos jours préfecture de Chiba. Son centre se trouve dans la ville moderne de Tateyama.

## Histoire
Le domaine est créé en 1638 pour Tadamasa Yashiro, l'ancien karō de l'infortuné Tadanaga Tokugawa. Dès la disgrâce et l'exécution de Tadanaga, Yashiro Tadamasa est arrêté et déchu de sa position et de ses titres. Il est cependant réhabilité par le shogun Tokugawa Iemitsu en 1638 et reçoit une petite possession de 10 000 koku au sud de la péninsule de Bōsō sous l'étroite surveillance du domaine de Tateyama voisin.
Sous la direction de son successeur Tadataka Yashiro, la catastrophique situation financière du domaine ainsi qu'une taxation excessive entraînent une rébellion paysanne générale en 1711, rébellion connue plus tard comme la rébellion des 10 000 koku (万石騒動, Mankoku sodo). Des fermiers exaspérés prennent le contrôle du domaine et essayent même de prendre d'assaut la résidence de Yashiro à Edo. La rébellion est réprimée par les forces du shogunat Tokugawa qui procèdent à de nombreuses exécutions. Les Yashiro sont alors dépossédés de leur domaine et réduits au statut de hatamoto.
Le 18 octobre 1725, le domaine connaît une nouvelle existence avec Tadasada Mizuno, un hatamoto, fils cadet d'un hatamoto dont les possessions dépassaient la barre des  10 000 koku qui détermine le statut de daimyō. Ses descendants dirigent le petit domaine jusqu'en 1827 quand Tadateru Mizuno transfère sa résidence dans ce qui fait à présent partie d'Ichihara dans la province voisine de Kazusa et renomme le domaine « domaine de Tsurumaki ».

## Liste des daimyos
- Clan Yashiro (fudai) 1638-1712

| # | Nom                  | Dates     | Titre         | Rang                    | Revenus     |
| - | -------------------- | --------- | ------------- | ----------------------- | ----------- |
| 1 | Tadamasa (屋代 忠正) | 1638-1662 | Etchu-no-kami | 5e inférieur (従五位下) | 10 000 koku |
| 2 | Tadaoki (屋代 忠興)  | 1662-1663 | Etchu-no-kami | 5e inférieur (従五位下) | 10 000 koku |
| 2 | Tadataka (屋代 忠位) | 1663-1712 | Etchu-no-kami | 5e inférieur (従五位下) | 10 000 koku |

- Clan Mizuno (fudai) 1712-1871

| # | Nom                   | Dates     | Titre       | Rang                    | Revenus              |
| - | --------------------- | --------- | ----------- | ----------------------- | -------------------- |
| 1 | Tadasada (水野 忠定)  | 1725-1748 | Iki-no-kami | 5e inférieur (従五位下) | 12 000 → 15 000 koku |
| 2 | Tadachika (水野 忠見) | 1748-1775 | Iki-no-kami | 5e inférieur (従五位下) | 15 000 koku          |
| 3 | Tadateru (水野 忠韶)  | 1775-1827 | Iki-no-kami | 5e inférieur (従五位下) | 15 000 koku          |

## Source de la traduction
- (en) Cet article est partiellement ou en totalité issu de l’article de Wikipédia en anglais intitulé « Hōjō Domain » (voir la liste des auteurs).